# Agrostis clausa
Agrostis clausa é uma espécie de gramínea do gênero Agrostis, pertencente à família Poaceae.